# 279 TCN
279 TCN là một năm trong lịch La Mã.